# 热克斯蓝纹奶酪

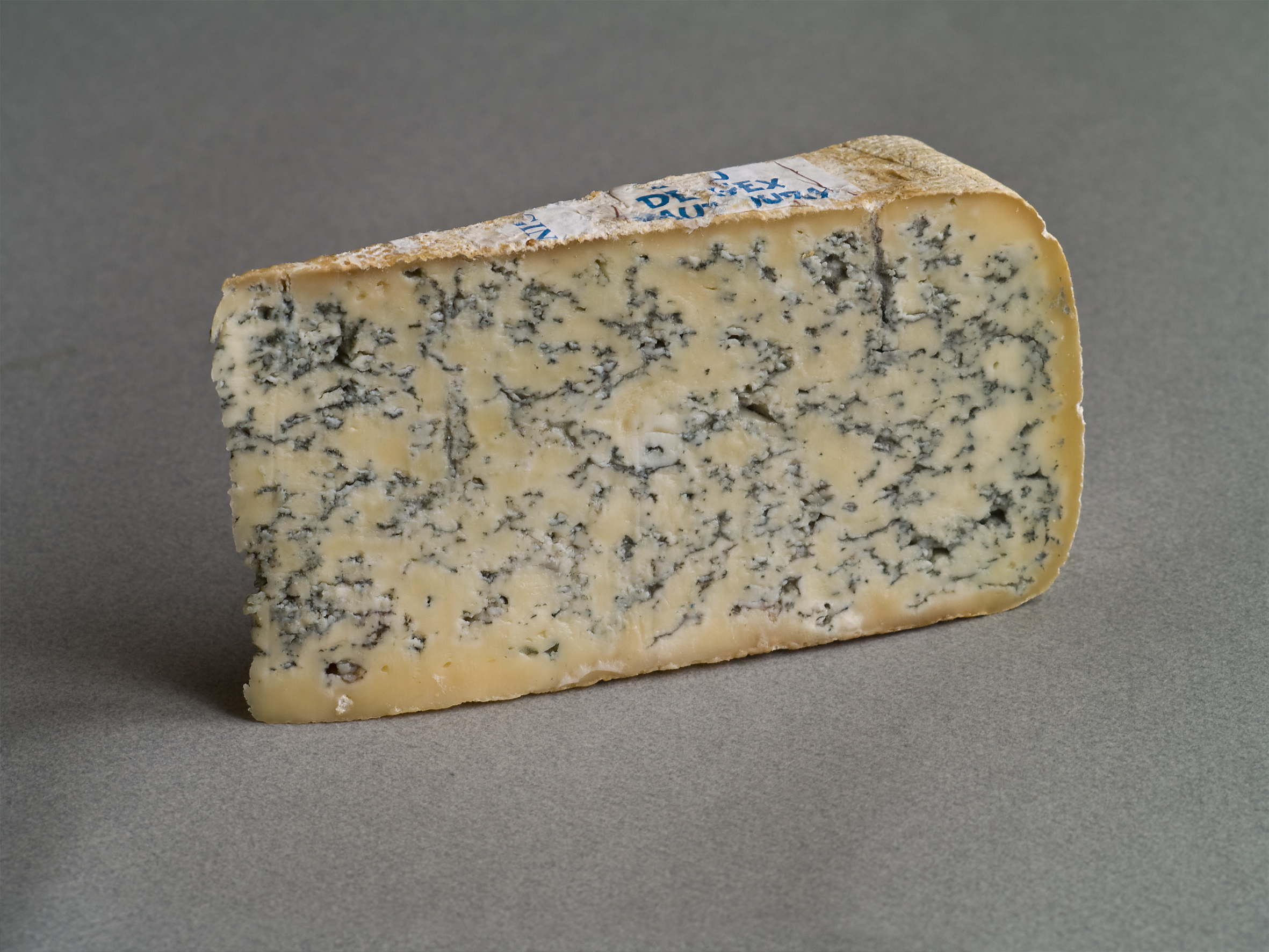
出產自侏羅山的热克斯蓝纹奶酪

热克斯蓝纹奶酪（法語：Bleu de Gex），又称上汝拉蓝纹奶酪（法語：Bleu du Haut-Jura）、塞蒙塞勒蓝纹奶酪（法語：Bleu de Septmoncel），產自法國的東北部，以热克斯地区命名。热克斯蓝纹奶酪芝士外形被製成車輪形狀，重量達6.8千克，有天然刷洗型外殼，外殼很乾及很粗糙，顏色呈黃白色，質地差的热克斯蓝纹奶酪外殼上會有裂縫或發粘。热克斯蓝纹奶酪的芝士肉質地緊密，像奶油，呈象牙色，肉身上分佈著些藍綠色像大理石般的班紋。热克斯蓝纹奶酪氣味及口味溫和，有一些苦味。